# Szvétek László
Szvétek László (Kalocsa, 1967. február 17.) magyar operaénekes (basszus).

## Életpályája
Tanulmányait az ELTE Tanárképző Főiskolai Kar (ELTE-TFK) ének szakán kezdte 1986-ban majd 1990-1995 között a Liszt Ferenc Zeneművészeti Főiskolán folytatta Sólyom-Nagy Sándor tanítványaként. 1987-ben a győri Kisfaludy Színházhoz szerződött. A Magyar Állami Operaházban 1994-ben debütált Verdi A lombardok című operájának Accianójaként. 1995-1997 között a Nemzeti Filharmónia ösztöndíjasa volt.

## Főbb szerepei
- Händel: Agrippina - Claudius
- Mozart: Szöktetés a szerájból - Osmin
- Mozart: A varázsfuvola - Beszélő
- Mozart: Figaro házassága - Figaro
- Mozart: Don Giovanni  - Leporello
- Puccini: Bohémélet - Colline
- Verdi: Don Carlos - Filippo
- Verdi: Az álarcosbál - Tom
- Verdi: A lombardok - Acciano
- Verdi: Aida - Ramfis
- Verdi: A trubadúr - Ferrando
- Puccini: Tosca - Angelotti
- Puccini: A köpeny - Talpa
- Strauss: Elektra - Orestes
- Puccini: Gianni Schicchi - Simone
- ifj. J. Strauss: A cigánybáró - Zsupán
- Szokolay Sándor: Margit - IV. Béla
- Wagner: A walkür - Hunding
- Wagner: Az istenek alkonya - Hagen
- Wagner: A Rajna kincse - Donner
- Wagner: Parsifal - Klingsor
- Wagner: A nürnbergi mesterdalnokok - Pogner

Ének szinkron:
- 20th Century Fox: Anasztázia - Mikor eljön az éj (Raszputyin)
- Disney: A Notre Dame-i toronyőr (film, 1996) - Tűzörvény (Frollo)

## Díjai
- 2013 – A Magyar Érdemrend lovagkeresztje[1]